# Olexandra Kashuba
Olexandra Kashuba –en ucraniano, Олександра Кашуба– (6 de junio de 1996) es una deportista ucraniana que compitió en natación sincronizada.
Ganó dos medallas en el Campeonato Mundial de Natación de 2017, y cuatro medallas en el Campeonato Europeo de Natación, en los años 2014 y 2018.

## Palmarés internacional
| Campeonato Mundial | Campeonato Mundial    | Campeonato Mundial | Campeonato Mundial |
| Año                | Lugar                 | Medalla            | Prueba             |
| ------------------ | --------------------- | ------------------ | ------------------ |
| 2017               | Budapest (Hungría)    | Medalla de plata   | Combinación libre  |
| 2017               | Budapest (Hungría)    | Medalla de bronce  | Equipo libre       |
| Campeonato Europeo |                       |                    |                    |
| Año                | Lugar                 | Medalla            | Prueba             |
| 2014               | Berlín (Alemania)     | Medalla de oro     | Combinación libre  |
| 2018               | Glasgow (Reino Unido) | Medalla de oro     | Combinación libre  |
| 2018               | Glasgow (Reino Unido) | Medalla de plata   | Equipo técnico     |
| 2018               | Glasgow (Reino Unido) | Medalla de plata   | Equipo libre       |